# Kunstkamera
La Kunstkamera (in russo Кунсткамера?, dal tedesco Kunstkammer, letteralmente "camera d'arte") è un museo di San Pietroburgo, in Russia, collocato sul lungoneva dell'Università, a dirimpetto al complesso dell'Ermitage, sull'altra sponda del fiume. Primo museo della Russia, voluto da Pietro il Grande e completato nel 1727, è oggi ufficialmente denominato Museo d'Antropologia ed Etnografia "Pietro il Grande" (in russo Музей антропологии и этнографии имени Петра Великого?, Muzej antropologii i ėtnografii imeni Petra Velikovo) e vanta una collezione di almeno due milioni di pezzi. 

## Storia
La Kunstkamera è stata voluta da Pietro il Grande lungo il fiume Neva. L'edificio torrito del Barocco petrino della Kunstkamera fu progettato da Georg Johann Mattarnovy e completato nel 1727. La prima pietra della Kunstkammer fu posata nel 1719.
Il museo di Pietro fu dedicato a conservare le "camere delle meraviglie". La collezione personale dello zar, originariamente conservata nel Palazzo d'Estate, dispone di un vasto assortimento di feti umani e animali con difetti anatomici, che Pietro aveva visto nel 1697, durante la visita a Frederik Ruysch e Levinus Vincent. L'idea che stava alla base delle loro kunstkammer era quella di acquisire una piena conoscenza del mondo. La parola olandese konst-kamer sembra essere stata introdotta dal chirurgo Stephanus Blankaart nel 1680.
La Kunstkamera di Pietro il Grande è spesso vista come una collezione confusa ed eterogenea di rarità sconnesse tra loro, ma sembra che esse siano state raccolte e collocate sistematicamente secondo un ordine ben definito. L'interesse principale di Pietro era nella natura, anziché negli oggetti artificiali. Pietro incoraggiò la ricerca delle malformazioni, cercando di sfatare il timore superstizioso dei mostri. Emanò un ukase ordinando di mandare i neonati malformati di tutto il paese presso la collezione imperiale. In seguito li mise in mostra alla Kunstkamera come esempi di incidenti della natura.
Nel 1716 Pietro istituì la camera dei minerali della Kunstkamera, depositando in essa una collezione di 1195 minerali che aveva comprato da Gotvald, un dottore di Danzica. La collezione venne poi arricchita da minerali provenienti dalla Russia. Essa fu il "predecessore" del Museo Mineralogico Fersman, ora con sede a Mosca.
Molti pezzi furono comprati ad Amsterdam dal farmacista Albertus Seba e dall'anatomista Frederik Ruysch e formarono la base dell'Accademia della Scienze. La Kunstkamera venne costruita appositamente per ospitare queste due ampie collezioni. Una terza acquisizione provenne da Jacob de Wilde, un collezionista di gemme e strumenti scientifici. Il capo-medico dello zar, Robert Arskine, e il suo segretario Johann Daniel Schumacher furono i responsabili dell'acquisto.

## Museo dell'Antropologia e dell'Etnografia
Negli anni 1830, le collezioni della Kunstkamera furono dispersi in musei imperiali di nuova istituzione, il più importante è il Museo dell'Antropologia e dell'Etnografia di Pietro il Grande, istituito nel 1879. Esso ha una collezione di circa due milioni di pezzi, ed è conosciuto come Museo Pietro il Grande dal 1903, ma viene spesso abbreviato in MAE.
In origine vi erano musei separati per l'antropologia e l'etnografia, ma il 5 dicembre 1878 fu deciso di unirli in un unico museo, con la nomina di Leopold von Schrenck a direttore del museo il 10 novembre 1879. Nel 1887 il museo fu provvisto di locali espositivi collegati alla Kunstkamera, nel Tamozhennyi pereulok. Il 23 settembre 1889 venne aperta la prima mostra del museo unificato.
Il museo ospita 78 dipinti ad acquarello dell'artista peruviano Pancho Fierro, la collezione più ampia all'infuori del Perù. Questi furono restituiti da Schrenk dopo la sua visita là nel 1854.
Tra i reperti più raccapriccianti vi è la testa di Willem Mons, fratello di Anna Mons. Nel 1747 alcuni oggetti vennero persi in un incendio.

### Lista dei direttori
- Leopold von Schrenck (1879 - 1894)
- Vasily Radlov (1894 - 1918)
- Vasily Bartold, noto anche come Wilhelm Barthold (1918 - 1921)
- Evfimii Karskii (1921 - 1930)
- Nikolai Matorin (1930 - 1933)
- Ivan Meshchaninov (1934 – 1937)
- Nikolai Kislyakov (1945 - 1948)
- Nikolai Girenko (1991 - 1992)
- Alexander Myl’nikov (1992 - 1997)
- Chuner Taksami (1997 - 2001)
- Yuri Chistov (2001 - in corso)[4]